# Ciclismo ai Giochi della XXXII Olimpiade - Omnium femminile
Le gare di omnium femminile dei Giochi della XXXII Olimpiade si sono svolte l'8 agosto al velodromo di Izu, in Giappone. 
La competizione ha visto la partecipazione di 21 atlete di altrettante nazioni.

## Programma
Tutti gli orari sono UTC+9
| Data          | Ora (UTC+9) | Turno                 |
| ------------- | ----------- | --------------------- |
| 8 agosto 2021 | 10:00       | Scratch               |
| 8 agosto 2021 | 10:45       | Corsa a tempo         |
| 8 agosto 2021 | 11:26       | Corsa ad eliminazione |
| 8 agosto 2021 | 12:25       | Corsa a punti         |

## Regolamento
L'Omnium è una competizione individuale composta da quattro differenti prove: 
- lo scratch di 10 km (40 giri)
- la corsa tempo di 10 km (40 giri). Dopo i primi 5 giri, la vincitrice di ogni giro guadagna un punto; per ogni giro guadagnato la ciclista guadagna 20 punti.
- la corsa a eliminazione. Ogni 2 giri, l'ultima ciclista viene eliminata.
- la corsa a punti di 25 km (100 giri). Ogni 10 giri avviene uno sprint, le prime 4 cicliste guadagnano (5/3/2/1); per ogni giro guadagnato la ciclista guadagna 20 punti. Lo sprint finale porta il doppio dei punti.

La classifica finale viene stilata in base ai punti ottenuti dalle cicliste in ciascuna prova, al subtotale definito dalle prime tre prove vengono sommati i punti ottenuti nella corsa a punti conclusiva.
Le cicliste iscritte alla gara di omnium devono prendere parte a tutte le quattro prove, pena l'eliminazione dalla gara. Qualora una ciclista non completi una delle prove, gli vengono dedotti 40 punti. In caso di parità nel punteggio finale, è il miglior piazzamento nello sprint finale della corsa a punti a stabilire la vincitrice.

## Risultati
| Jennifer Valente    | Stati Uniti   | 1ª  | 40 | 3ª       | 36       | 3ª       | 34       | 14       | 3ª       | 124      |          |          |          |          |          |
| Yumi Kajihara       | Giappone      | 1ª  | 38 | 5ª       | 32       | 2ª       | 38       | 2        | 10ª      | 110      |          |          |          |          |          |
| Kirsten Wild        | Paesi Bassi   | 5ª  | 32 | 2ª       | 38       | 11ª      | 20       | 18       | 2ª       | 108      |          |          |          |          |          |
| Amalie Dideriksen   | Danimarca     | 8ª  | 26 | 6ª       | 30       | 3ª       | 36       | 11       | 4ª       | 103      | 4ª       |          |          |          |          |
| Anita Stenberg      | Norvegia      | 4ª  | 34 | 4ª       | 34       | 8ª       | 26       | 3        | 9ª       | 97       | 5ª       |          |          |          |          |
| Laura Kenny         | Gran Bretagna | 13ª | 16 | 1ª       | 40       | 13ª      | 16       | 24       | 1ª       | 96       | 6ª       |          |          |          |          |
| Maria Martins       | Portogallo    | 6ª  | 30 | 8ª       | 26       | 5ª       | 32       | 7        | 5ª       | 95       | 7ª       |          |          |          |          |
| Clara Copponi       | Francia       | 13ª | 16 | 9ª       | 24       | 1ª       | 40       | 5        | 7ª       | 85       | 8ª       |          |          |          |          |
| Allison Beveridge   | Canada        | 7ª  | 28 | 11ª      | 20       | 7ª       | 28       | 2        | 11ª      | 78       | 9ª       |          |          |          |          |
| Holly Edmondston    | Nuova Zelanda | 9ª  | 24 | 14ª      | 14       | 10ª      | 22       | 7        | 6ª       | 67       | 10ª      |          |          |          |          |
| Liu Jiali           | Cina          | 10ª | 22 | 7ª       | 28       | 14ª      | 14       | 1        | 12ª      | 65       | 11ª      |          |          |          |          |
| Annette Edmondson   | Australia     | 3ª  | 36 | 12ª      | 18       | 18ª      | 6        | 1        | 13ª      | 61       | 12ª      |          |          |          |          |
| Emily Kay           | Irlanda       | 13ª | 16 | 13ª      | 16       | 9ª       | 24       | 0        | 14ª      | 56       | 13ª      |          |          |          |          |
| Elisa Balsamo       | Italia        | 14ª | 16 | 10ª      | 22       | 15ª      | 12       | 0        | 15ª      | 50       | 14ª      |          |          |          |          |
| Marija Novolodskaja | ROC           | 12ª | 18 | 16ª      | 10       | 12ª      | 18       | 4        | 8ª       | 50       | 15ª      |          |          |          |          |
| Taccjana Šarakova   | Bielorussia   | 11ª | 20 | 15ª      | 12       | 19ª      | 4        | 0        | 16ª      | 36       | 16ª      |          |          |          |          |
| Olivija Baleišytė   | Lituania      | 13ª | 16 | 17ª      | 8        | 6ª       | 30       | -20      | 17ª      | 34       | 17ª      |          |          |          |          |
| Ebtissam Mohamed    | Egitto        | 13ª | 16 | 18ª      | 6        | 17ª      | 8        | ritirata | ritirata | ritirata | ritirata |          |          |          |          |
| Yao Pang            | Hong Kong     | 13ª | 16 | 19ª      | 4        | 16ª      | 10       | ritirata | ritirata | ritirata | ritirata |          |          |          |          |
| Lotte Kopecky       | Belgio        | 13ª | 16 | ritirata | ritirata | ritirata | ritirata | ritirata | ritirata | ritirata | ritirata | ritirata | ritirata | ritirata | ritirata |
| Daria Pikulik       | Polonia       | 13ª | 16 | ritirata | ritirata | ritirata | ritirata | ritirata | ritirata | ritirata | ritirata | ritirata | ritirata | ritirata | ritirata |